# Borda falsa
A borda falsa é em náutica, o parapeito no convés cuja finalidade é proteger o pessoal. Pelo facto de não serem abertas como as balustrada,  efectuam-se aberturas em baixo do borda falsa para permitir a saídas da água.
Também se chama de borda falsa uma baixa tira metálica que colada e aparafusada faz a junção entre o costado e o convés.